# Công nghiệp ô tô tại Việt Nam
Ngành Công nghiệp ô tô tại Việt Nam được xem là chiến lược quan trọng và là nền kinh tế mũi nhọn của Việt Nam hiện nay.

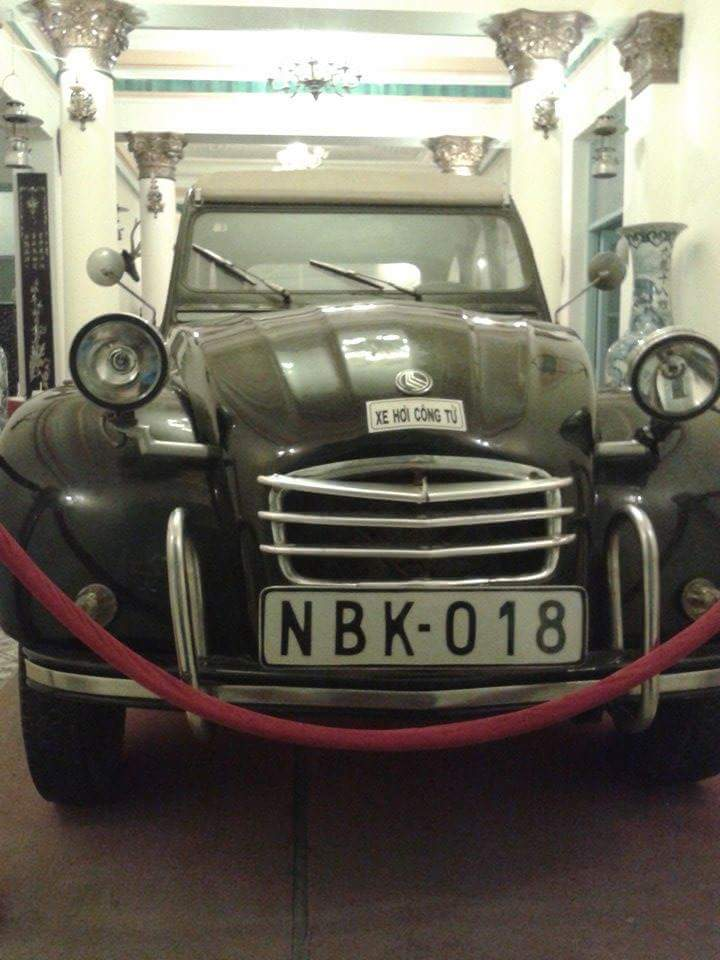
Xe hơi Công tử Bạc Liêu Trần Trinh Huy

Năm 1958, nhà máy Chiến Thắng (Hà Nội) đã cho ra đời chiếc ôtô 4 chỗ ngồi đầu tiên do người Việt Nam tự chế tạo, lấy mẫu từ chiếc Fregate chạy bằng xăng của Pháp. Ngày 21/12/1958, chiếc xe "Chiến Thắng", chiếc xe ô tô đầu tiên của người Việt làm ra chính thức rời xưởng Tuy nhiên, do điều kiện chiến tranh ở miền Bắc nên xe "Chiến Thắng" không được sản xuất hàng loạt. Dù sao, đây có thể coi là sự bắt đầu của ngành công nghiệp ô tô Việt Nam.

## Thực trạng
Thực trạng cho thấy Việt Nam vẫn còn áp dụng chính sách thuế quan với ô tô quá cao, khiến cho giá ô tô tại Việt Nam cao gấp 3 đến 4 lần so với giá xe các nước như Pháp, Mỹ, Nhật Bản,...

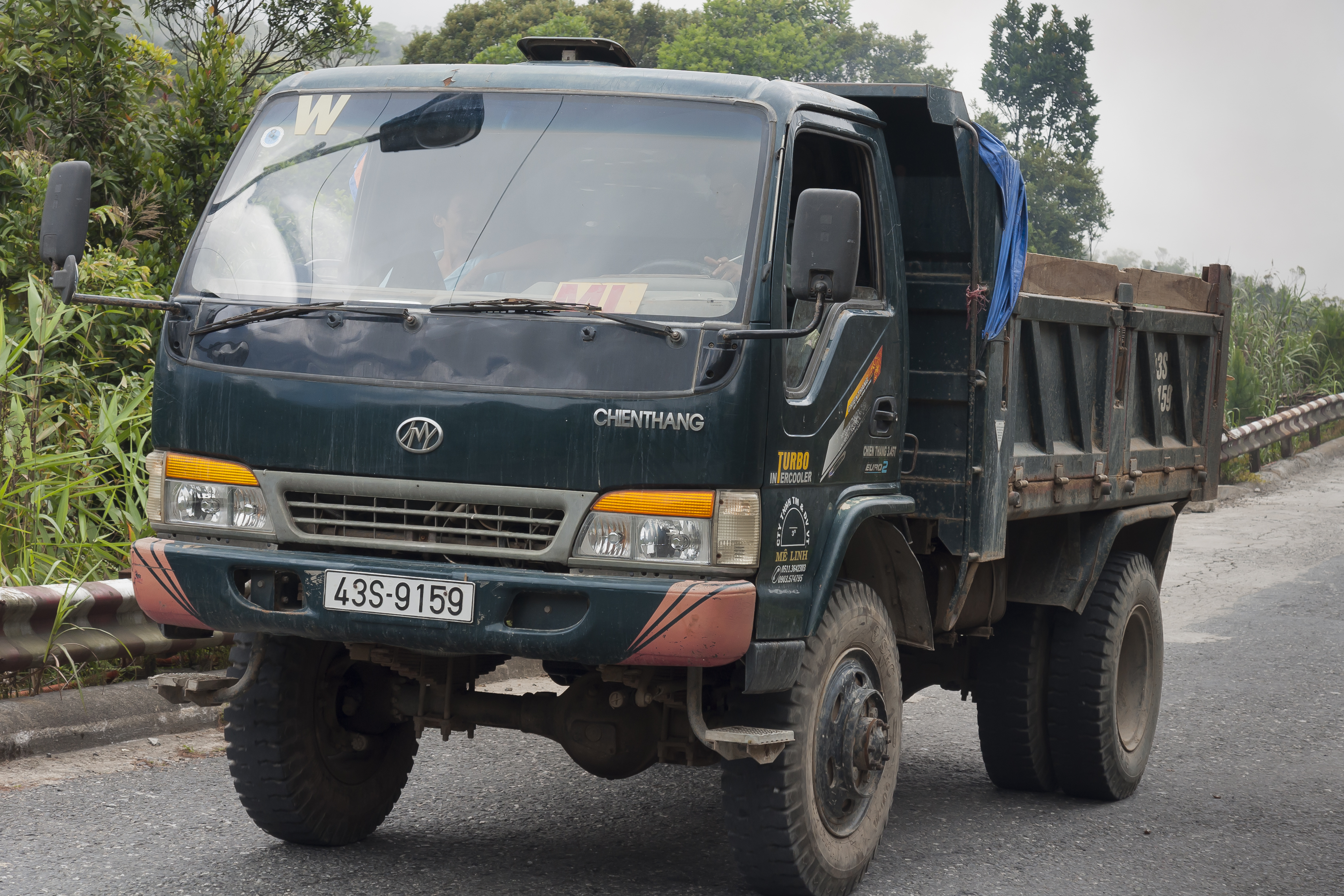
Xe tải nhẹ Chiến Thắng 2011

Đối với người dân, hiện Việt Nam đứng đầu thế giới về giá thành ô tô cao nhất thế giới và được tính giá xe tại Việt Nam không dưới 350 triệu (tức 15,000 USD) cộng thêm các loại thuế 1 năm đóng gần 20 triệu (cao thứ 3 sau Mỹ và EU lần lượt là 3500 USD và 2800 USD).
Tuy nhiên theo cam kết của AFTA thì từ năm 2018, theo quy định thuế nhập khẩu nguyên chiếc giảm xuống còn 0%, đây cũng là một tín hiệu tốt cho người dân Việt Nam có cơ hội sử dụng các mẫu xe đời mới và nắm bắt xu hướng ô tô với nhiều nước trên thế giới, nhưng thách thức đặt ra ở đây là nếu từ đây đến năm 2018 chính phủ không có chính sách đẩy mạnh làm chủ các công nghệ về ô tô như khâu lắp ráp, phụ kiện, chế tạo, sản xuất,... thì ngành công nghiệp ô tô tại Việt Nam có thể sẽ thất thủ trên sân nhà hoặc thậm chí còn phải phụ thuộc vào thế giới qua nhập khẩu nguyên chiếc, gây cản trở và đứng trước nguy cơ phá sản của các doanh nghiệp ô tô trong nước.
Theo số liệu tính đến năm 2010 của Viện Nghiên cứu chiến lược, chính sách công nghiệp, hầu hết các chỉ tiêu nội địa hóa (tính chung tất cả doanh nghiệp sản xuất xe trong nước) đặt ra đã không đạt so với kế hoạch đặt ra năm 2000. Cụ thể, với xe con đến 9 chỗ ngồi, tỷ lệ nội địa hóa dưới 15% (quy hoạch là 50%), xe khách trên 10 chỗ, xe tải, xe chuyên dùng tỷ lệ nội địa hóa mới đạt 40% (quy hoạch 60%). Mỗi năm ngành sản xuất ô tô trong nước phải nhập khẩu gần 2 tỉ USD linh kiện, phụ tùng .

## Thị trường ô tô tại Việt Nam
Theo số liệu bán hàng từ Hiệp Hội các nhà sản xuất ô tô Việt Nam (VAMA) cũng như VinFast và Liên doanh ô tô Hyundai Thành Công Việt Nam (HTV), trong năm 2021 doanh số bán ô tô tại Việt Nam đạt gần 400.000 xe các loại. 10 ô tô bán chạy nhất Việt Nam năm 2021 là :
| Dòng xe              | Doanh số | Mức giá      |  |
| -------------------- | -------- | ------------ |  |
| VinFast Fadil        | 24128    | 425-499 tr   |  |
| Hyundai Accent       | 19956    | 426-542 tr   |  |
| Toyota Vios          | 19931    | 478-630 tr   |  |
| Toyota Corolla Cross | 18441    | 720-910 tr   |  |
| Kia Seltos           | 16122    | 634-744 tr   |  |
| Ford Ranger          | 15650    | 628-937 tr   |  |
| Mitsubishi Xpander   | 13616    | 555-670 tr   |  |
| Hyundai Santa Fe     | 12160    | 1,03-1,34 tỉ |  |
| Hyundai Grand i10    | 11732    | 360-455 tr   |  |
| Kia K3               | 10505    | 559-689 tr   |  |

## Giá thành ô tô tại Việt Nam
Giá ô tô tại Việt Nam đắt gấp 2, 3 lần các nước khác . Nguyên nhân của sự chênh lệch này là giá ô tô ở Việt Nam cao hơn nhiều do phải chịu nhiều loại thuế phí như thuế VAT, thuế nhập khẩu, thuế tiêu thụ đặc biệt, đặc biệt với ô tô con dưới 10 chỗ ngồi. Chưa hết, người mua phải chịu thêm các loại thuế phí thêm vào như phí trước bạ với mức thu lên tới 12% giá xe.
Cụ thể, chi phí mua ô tô ở Việt Nam bị đội lên do các loại thuế sau.
- Thuế nhập khẩu

Với xe du lịch dưới 10 chỗ nhập khẩu thuộc ASEAN, thuế nhập khẩu là 30%, khu vực khác là 70-80%.
- Thuế tiêu thụ đặc biệt

Phụ thuộc vào dung tích xi lanh của từng xe, mức thuế tiêu thụ đặc biệt đối với ô tô dao động từ 35% đến 150% giá trị xe.
- Thuế giá trị gia tăng (VAT)

Thuế giá trị gia tăng là loại thuế được áp lên hầu hết mọi sản phẩm, dịch vụ đang lưu hành ở Việt Nam, bao gồm ô tô. Mức thuế VAT với ô tô là 10% sau thuế tiêu thụ đặc biệt.
Để tính được mức thuế VAT của một chiếc ô tô cụ thể, bạn chỉ cần tìm giá chiếc xe đó ở bảng giá xe ô tô 2021 rồi lấy mức giá đó nhân với 10% là xong. Ví dụ, một chiếc xe có giá 950 triệu, thuế VAT bạn cần đóng là: 950.000.000 x 10% = 95.000.000 (đồng)
Để lấy ví dụ, theo báo Dân Trí, một chiếc xe VinFast Lux A2.0 bản tiêu chuẩn có giá xuất xưởng là 980,6 triệu đồng. Mức giá “gốc” này bao gồm 783,7 triệu đồng giá thành sản xuất như: chi phí nguyên vật liệu (640 triệu), chi phí vận chuyển và thuế nhập khẩu (59,2 triệu), chi phí sản xuất (54 triệu), chi phí bảo hành (5,9 triệu), chi phí quản lý sản xuất (24,6 triệu). Phần còn lại là chi phí lưu kho, vận chuyển, bán hàng, quản lý kinh doanh,… Từ mức giá “gốc” này, theo tính toán, một chiếc VinFast Lux A2.0 phải chịu thêm hơn 412 triệu tiền thuế, bao gồm 40% thuế tiêu thụ đặc biệt (285,5 triệu đồng) và 10% thuế VAT (126,6 triệu thuế). Mức thuế này bằng tới gần một nửa so với giá gốc. Như vậy, giá xuất xưởng cộng thuế của chiếc sedan của VinFast là 1,392 tỷ đồng.

#### So sánh giá với một số thị trường khác
| Dòng xe           | Việt Nam                             | Mỹ                | Nhật Bản                | Thái Lan                              | Singapore                 | Trung Quốc               |
| ----------------- | ------------------------------------ | ----------------- | ----------------------- | ------------------------------------- | ------------------------- | ------------------------ |
| Toyota Camry 2022 | 1,2 - 1,6 tỷ VND (51000 - 68000 USD) | 25000 - 35000 USD | ~3900000 JPY (28000USD) | 1.4 - 1.8 tr Baht (39000 - 51000 USD) | ~180000 SGD (~130000 USD) | ~180000 CNY (~27000 USD) |
|                   |                                      |                   |                         |                                       |                           |                          |
|                   |                                      |                   |                         |                                       |                           |                          |

## VinFast

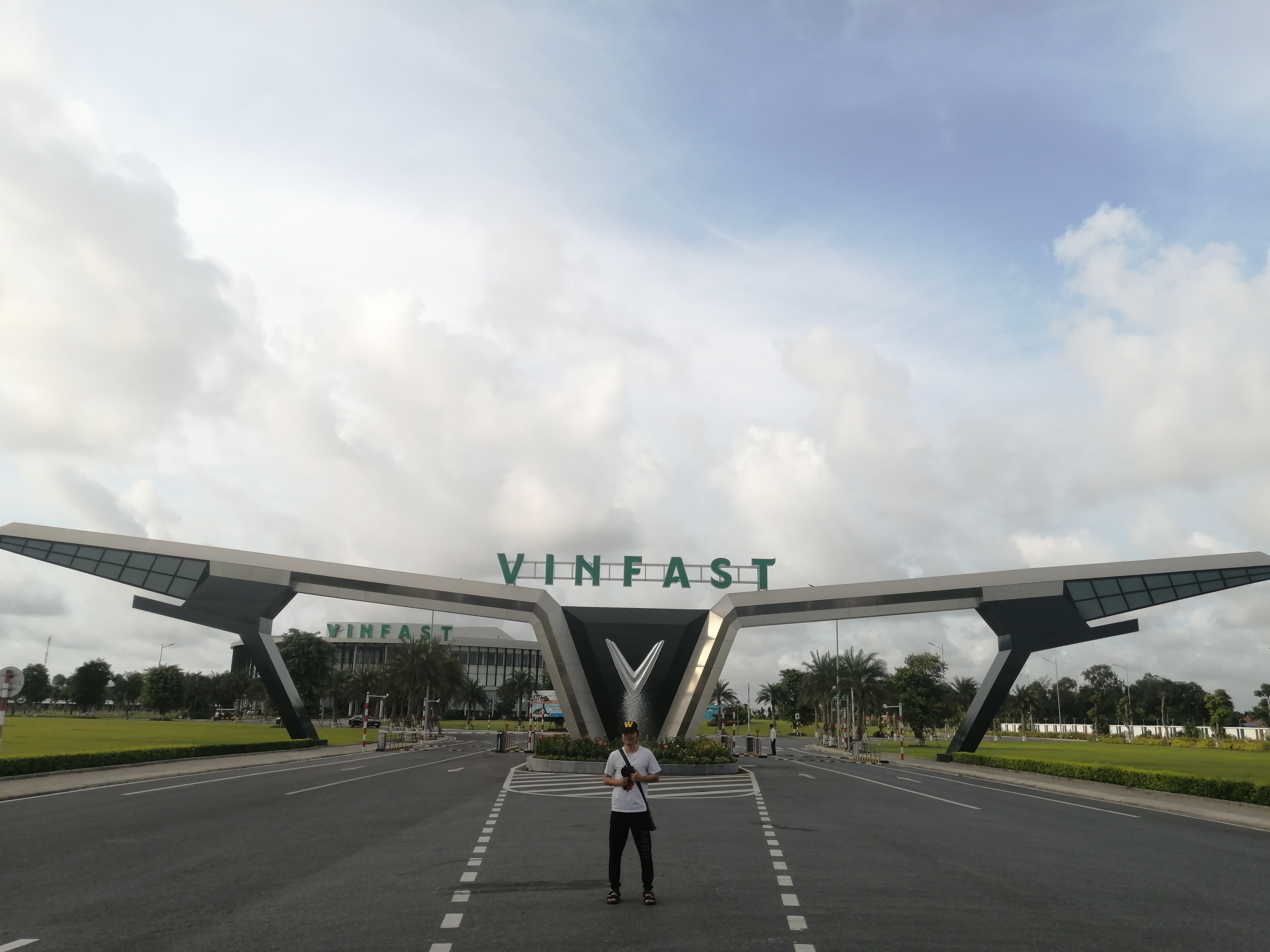
Cổng nhà máy VinFast

VinFast (hay VinFast LLC; viết tắt là VF), tên đầy đủ là Công ty trách nhiệm hữu hạn sản xuất và kinh doanh VinFast là một nhà sản xuất ô tô và xe máy điện của Việt Nam được thành lập vào năm 2017, có trụ sở tại Hải Phòng do ông James Benjamin DeLuca và Lê Thanh Hải làm giám đốc điều hành. Công ty này là một thành viên của tập đoàn Vingroup, được Phạm Nhật Vượng sáng lập. Tên công ty là viết tắt của cụm từ "Việt Nam – Phong cách – An toàn – Sáng tạo – Tiên phong" (chữ Ph đổi thành F).
Tính đến cuối tháng 3 năm 2021, VinFast đã giới thiệu đến thị trường 4 mẫu ô tô xăng, 7 mẫu xe máy điện.